# Pier Carlo Landucci
Pier Carlo Landucci (Santa Vittoria in Matenano, 1º dicembre 1900 – Roma, 28 maggio 1986) è stato un presbitero e teologo italiano della Chiesa cattolica di cui è in corso il processo di beatificazione.

## Biografia
Pier Carlo Landucci nacque il 1º dicembre 1900, alle ore 15 e 35 minuti, a Santa Vittoria in Matenano in via del Corso, numero 27. Il padre, avvocato Tito Landucci, era pretore e morì nel 1905, quando Pier Carlo aveva appena cinque anni. La mamma Teresa era una donna considerata bellissima, con temperamento di artista e forte, che fu capace di essere anche la guida spirituale dei suoi figli e seppe condurre avanti la famigliola pur nelle difficilissime condizioni economiche.
Trasferitasi la famiglia a Firenze, Pier Carlo in dodici anni vi percorse tutto il «curriculum» degli studi e conseguì la maturità con brillanti risultati, dopo di che si iscrisse all’Università di Pisa, Facoltà di Ingegneria. Per una maggiore sistemazione economica, la famigliola si trasferì in Roma, in un alloggio in via Piave. Pier Carlo all’Università di Roma La Sapienza frequentò il III ed il IV anno, laureandosi in Ingegneria civile il 31 luglio 1923. Ottenne l’insegnamento di matematica per circa 15 ore settimanali presso l’Istituto Sant’Apollinare. A Roma entrò a far parte della Congregazione mariana «La Scaletta» e trovò il direttore spirituale in padre Agostino Garagnani, gesuita tanto benemerito della cultura religiosa nelle classi colte.
Dopo il servizio militare, svolto nell’Arma del Genio con il grado di sottotenente, fu nominato professore di matematica presso la Scuola Agraria di Cagliari. Lì rimase due anni e furono anni di solitudine, di riflessione, di preghiera, durante i quali sentì, come spesso amava raccontare, la voce di Dio gli diceva «Tu sarai mio sacerdote».
Nel 1926 diede le dimissioni da insegnante e, presentato da padre Garagnani S.J., entrò nel Pontificio Seminario Romano Maggiore. In circa cinque anni vi percorse il corso filosofico/teologico e, con anticipazione, venne ordinato sacerdote il 25 maggio 1929. Una generosa ed illuminata dedizione al Ministero ed un servizio presso la Congregazione dei Seminari, caratterizzarono i primi anni del sacerdozio. Tenne anche per alcuni anni la cattedra di Filosofia delle scienze presso la Pontificia Università Lateranense.
Nominato nel 1935 Rettore del Pontificio Seminario Romano Minore, venne dopo circa un anno chiamato a fare il Direttore spirituale nel Seminario Romano, ove profuse i tesori della sua sapienza e profonda spiritualità, offrendo alla chiesa sette generazioni di nuovi preti. Al Seminario Romano Maggiore fu direttore spirituale anche del Venerabile Bruno Marchesini, chierico morto nel luglio 1938.
Cessato il suo ufficio, si ritirò presso la clinica Madonna della Fiducia in Roma e vi trascorse 44 anni quasi da eremita: preghiera, studio, confessioni e direzione spirituale. Dopo questo periodo ritornò a una vita sociale più attiva, tant'è vero che in quasi tutte le regioni d’Italia tenne circa 250 corsi di esercizi di sei/otto giorni, e qualche centinaio di corsi più brevi, ritiri, conferenze. Fu un discepolo della dottrina ascetica, sia sacerdotale, sia per la vita cristiana. Nel frattempo compose e pubblicò libri di elevato contenuto teologico ed ascetico; i suoi libri e gli altri suoi scritti (in totale circa 160) ebbero grande diffusione e varie riedizioni, anche all’estero.
Nel 1973 papa Paolo VI citò in diverse udienze generali uno dei suoi libri di apologetica più noti (Prima che Abramo fosse, Io sono. Il Dio in cui crediamo).
Muore il 28 maggio 1986 a Roma, in odor di santità; nel 2002 il cardinale Camillo Ruini avanza l'ipotesi di un processo di beatificazione, il quale è ufficialmente in corso dal 2008. 
È sepolto nella chiesa parrocchiale san Giovanni Battista de' Rossi, in Roma.

## Prima che Abramo fosse, Io sono. Il Dio in cui crediamo
L'opera probabilmente più importante di Pier Carlo Landucci  è quella intitolata "Prima che Abramo fosse, Io sono. Il Dio in cui crediamo", la quale si presenta come uno "studio critico-scientifico sul massimo problema del cosmo e dell'uomo".
Trattasi di uno straordinario testo di apologetica, definito anche “il libro più moderno sul problema più antico” (Dio), in cui l’autore, anche utilizzando le nozioni apprese durante la sua formazione scientifica, dimostra l’esistenza di Dio attraverso il creato e giunge a scoprire la divinità di Cristo e la divinità della Chiesa cattolica, da Gesù direttamente fondata e depositaria della Parola e della Volontà divine.
Landucci ragiona da scienziato, per quanto riguarda l’universo, il cosmo, la vita, l’espressione attraverso il cervello e il corpo, e da storico nella documentazione dell’Incarnazione, della Redenzione, dell’Ascensione al cielo e della Discesa dello Spirito Santo.
Il libro si apre proponendo un interrogativo: “Dio esiste o non esiste?”. Dio è un problema così importante che è ineludibile. Secondo Landucci si hanno due opzioni: o credere, e allora deve essere conseguente credere alla Sua Incarnazione storica nel mondo, alla Chiesa e al Papa; o non credere, e allora non si deve credere in niente. In questo caso, però, diventa inevitabile porsi altri interrogativi: “Perché sono al mondo? Chi mi ha messo al mondo? Che cosa mi aspetta dopo la morte? Esiste un aldilà?”. 
Nella sua metodologia, Landucci procede secondo un discorso scientifico: dalla fisica alla metafisica, dalle scienze alle loro cause. La parola “universo” deriva dal latino “unum versus”, verso l’Uno. Il cosmo ci conduce verso l’unità dei legami tra le sue componenti, ma anche verso l’Uno, verso Dio; nella parola “universo” è contenuta l’affermazione che tutto il cosmo che ci circonda canta l’esistenza di Dio, l’Unum. La stessa cosa vale per l’astronomia, la fisica, la botanica, la geologia, l’antropologia, la genetica. Landucci sostiene che le prove dell’esistenza di Dio, essendo Dio così importante, devono essere accessibili a tutti. Nelle note critiche critica quelli che chiama “gli errori e i pregiudizi della scienza moderna”.
Nel primo capitolo, inviterà a dare un fugace, ma pensoso sguardo al mondo e alle sue meraviglie. Landucci si sofferma in particolare sulle sconfinate distanze del cosmo, sulla sorprendente armonia che regna nel cosmo, ancora in espansione. Dopo aver riflettuto scientificamente sulle armonie, sulle meraviglie dell’universo, Landucci si domanda l’origine di questo universo e se è possibile che sia sgorgato dal caso. Ribadirà che dall’universo noi possiamo non solamente dimostrare l’esistenza di Dio, ma anche capire qualcosa di più della Sua essenza. Scientificamente deduce che questo ordinatore supremo deve essere di una vertiginosa sapienza e potenza.
Nel corso del testo, monsignor Landucci, per procedimento logico che parte dai fenomeni per giungere alle cause, analizzerà la Rivelazione di Dio attraverso la Parola: storicamente la Bibbia è parola rivelata di Dio; dopo la Parola, la Rivelazione è avvenuta attraverso l’Incarnazione del Figlio di Dio, la Sua Resurrezione, l’Ascensione; da questo dimostra l’esistenza necessaria della Chiesa cattolica apostolica romana e del Papa
Per concludere, il testo è arricchito da appositi approfondimenti monografici, da Landucci definiti note, inserite a parte.

## Principali libri e scritti di Pier Carlo Landucci
- Lo spazio e la fisica moderna (Edizioni Studium, Roma, 1935)
- Maria SS. nel Vangelo (Roma, 1944, ultima ristampa nel 2000 presso Edizioni Paoline)
- Da mihi animas (Libreria salesiana editrice, Torino, 1946)
- Cento problemi di fede (Edizioni Studium, 1946)
- Nel vortice (editore Colletti, Roma, 1946)
- La sacra vocazione (Edizioni Studium, Roma, 1947)
- Esiste Dio? (Pro Civitate Christiana, Assisi, 1948)
- Il mistero dell'anima umana (Pro Civitate Christiana, Assisi, 1952)
- Cento problemi di fede (Assisi, 1953)
- Problematica della miscredenza e della fede (editore Colletti, Roma, 1961)
- Formazione seminaristica moderna (Edizioni Borla, 1962)
- Commenti ai Vangeli e all'Apocalisse (Fratelli Fabbri Editori, 1967)
- Miti e realtà (Edizioni La Roccia, 1968)
- Prima che Abramo fosse, Io sono. Il Dio in cui crediamo (studio critico scientifico sul massimo problema del cosmo e dell'uomo) (Edizioni Pro Sanctitate, Roma, sesta edizione, 1968; ultima ristampa da Effedieffe, Milano, 2001)
- Il prete contestato (Roma, 1969)
- Seminaristi e preti (Editrice Civiltà, Brescia, 1970)
- La Verità sull'origine e sull'evoluzione dell'uomo (Roma, 1984)
- La vera carità verso il popolo ebreo (Amicizia Cristiana, Chieti, 2006)